# Brzeźce (województwo mazowieckie)
Brzeźce dawniej też Brzeście – wieś w Polsce, położona w województwie mazowieckim, w powiecie białobrzeskim, w gminie Białobrzegi. Leży nad Pilicą.
W latach 1975–1998 miejscowość administracyjnie należała do województwa radomskiego.
Wieś jest sołectwem w gminie Białobrzegi. Według Narodowego Spisu Powszechnego z roku 2011 wieś liczyła 286 mieszkańców i była czwartą co do liczby ludności miejscowością gminy.

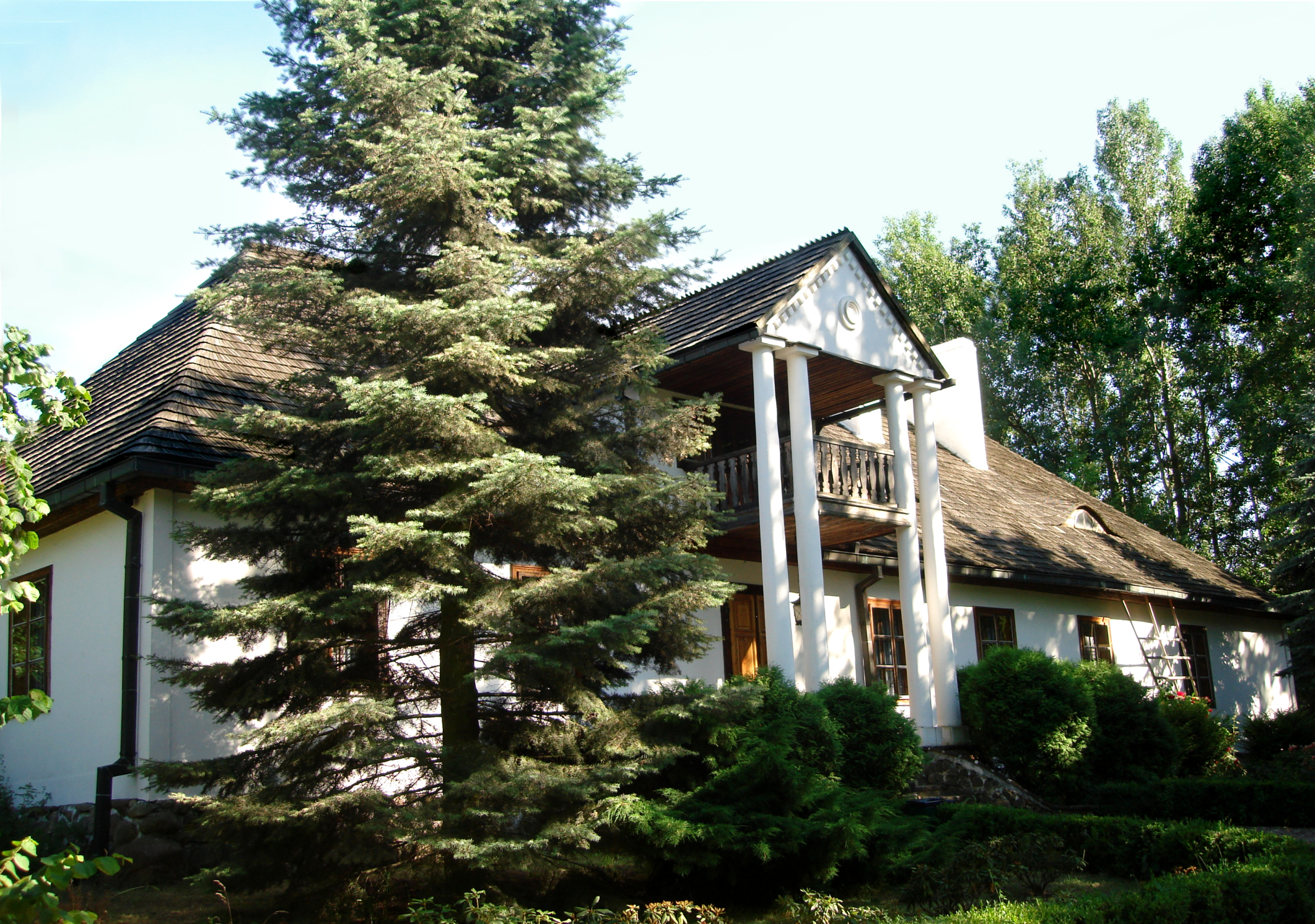
Dwór rodziny Bagniewskich z Brzeziec - obecnie w Muzeum Wsi Radomskiej

W Brzeźcach znajduje się zabytkowy park dworski z XVIII w. (nr rej. w rejestrze zabytków: 702/A z 20.12.1957, 800/A z 4.04.1958 oraz 5/A z 15.12.1978), dawniej własność rodziny Bagniewskich. Dwór został rozebrany i przeniesiony do skansenu - Muzeum Wsi Radomskiej w Radomiu. W 1899 w Brzeźcach urodziła się Barbara Brukalska.
Obecnie wieś ma charakter letniskowy.
Wierni Kościoła rzymskokatolickiego należą do parafii Świętej Trójcy w Białobrzegach. W pobliskim Turnie znajduje się Ośrodek Konferencyjno-Pobytowy EMAUS. W kaplicy na terenie Ośrodka EMAUS umieszczone zostały relikwie Świętego Jana Pawła II i Świętej Siostry Faustyny.